# Кошкин-Захарьин, Яков Захарьевич
Я́ков Заха́рьевич Ко́шкин-Заха́рьин (ум. 15 марта 1511) — крупный русский военачальник, боярин и воевода на службе великих московских князей Ивана III Васильевича и Василия III Ивановича, сын боярина Захария Ивановича Кошкина. Его младшие братья — Юрий, отец Романа, имя которого носит царский дом Романовых, и Василий Ляцкий.

## Биография
Яков Захарьевич Кошкин участвовал в походе великого князя московского Ивана III Васильевича в Новгород в конце 1479 — начале 1480 года, во время которого ему было «сказано» боярство. В 1480 году был наместником в Коломне.
Новгородский наместник, с августа 1485 по июнь 1493 года (в 1487—1489 годах — с братом Юрием Захарьевичем Кошкиным, с 1490 года — с Петром Михайловичем Плещеевым). С новгородскими полками он принял участие в тверском походе Ивана III Васильевича в 1485 году. Проводил жесткую промосковскую политику. Новгородцы были недовольны им и в 1488 году организовали против него заговор, однако Яков Кошкин-Захарьин узнал о нём и казнил многих заговорщиков, а более 8 тысяч бояр, именитых граждан и купцов были высланы в Москву, и расселены в различных городах московского княжества. В том же году по инициативе архиепископа Геннадия вместе с младшим братом Юрием начал розыск и дознание еретиков. В 1490 году вёл в Москве переговоры с послом германского императора Николаем Поппелем.
В 1492 году во время Русско-литовской войны 1487—1494 годов наместник Полоцка Ян Заберезинский направил к Якову Захарьевичу в Новгород своего писаря с предложением сватовства великого князя литовского Александра Ягеллона к дочери Ивана III Елене. В походе «на Северу» в 1492 году Яков Захарьевич был вторым воеводой большого полка. В 1493 году новгородский наместник Яков Захарьевич ходил в поход на литовские владения из Новгорода.
В 1492 году начались переговоры России с Данией, союзницей Великого княжества Литовского, находящейся тогда в конфликте со Швецией, так как датский король Иоганн претендовал и на шведский королевский трон. Заметим, что по старой традиции переговоры и договоры с северными соседями были в ведении новгородского наместника. Благодаря этим сношениям Дания примкнула к Москве. В 1495 году великий князь московский Иван III Васильевич, поддерживая своего союзника, датского короля Иоганна, отправил русскую армию под командованием боярина Якова Кошкина-Захарьина, назначенного первым воеводой большого полка, из Новгорода на Выборг, осада города была безуспешной, но русские опустошили окрестности.
В конце XV в. Яков Кошкин был наместником (или воеводой) половины Костромы, другой половиной управлял боярин Судимонт. Кошкин жаловался государю, на недостаток доходов для двоих наместников и был пожалован городом Владимиром.
В конце 1496 года Яков Захарьевич Кошкин участвовал в походе русской рати на Казанское ханство. В 1498 году помещен в Хронографическом списке думных лиц.
В 1500 году с началом русско-литовской войны 1500—1503 годов, когда формальным главнокомандующим назначен был бывший казанский царь Мухаммед-Амин, Яков Захарьевич Кошкин был первым воеводой большого полка. Боевые действия начались с взятия Брянска. Затем были Яковом Захарьичем приведены к присяге перешедшие на русскую сторону северские князья Семён Иванович Стародубский и Василий Иванович Шемячич Новгород-Северский. Были завоеваны города: Мценск, Серпейск, Путивль, Дорогобуж. Северские, трубчевские, мосальские и хотетовские удельные князья добровольно перешли в московское подданство. При взятии Путивля был пленен литовский наместник князь Богдан Фёдорович Глинский. Кроме того, Яков Захарьевич Кошкин оказал военную помощь другому воеводе князю Даниилу Васильевичу Щене-Патрикееву, одержавшему победу над литовским войском в битве на р. Ведроша, под Дорогобужем.
В 1502 году во время похода большой русской рати под командованием княжича Дмитрия Ивановича Жилки, сына Ивана III, на Смоленск боярин Яков Захарьевич Кошкин был вторым воеводой большого полка после князя Василия Даниловича Холмского. В 1502—1503 годах вел мирные переговоры с литовскими послами, во время которым назывался «коломенским воеводой». В конце 1503 года присутствовал при составлении великим князем Иваном III Васильевичем его духовной (завещания). В апреле 1506 года присутствовал на свадьбе удельного князя Василия Семёновича Стародубского на Марии Юрьевне Сабуровой.
В сентябре 1507 года Яков Захарьевич Кошкин — второй воевода большого полка (при князе В. Д. Холмском), отправленного в поход на литовские владения. Русские полки воевали Смоленскую область. Осенью 1508 года возглавлял большой полк в новом походе русской рати на Великое княжество Литовское. Вначале Я. З. Кошкин водил московские полки к Орше, потом из Вязьмы ходил к Дорогобужу. Во время осеннего похода 1509 года великого князя Василия III Ивановича в Новгород Яков Захарьевич Кошкин был оставлен в Москве.
15 марта 1511 года боярин Яков Захарьевич Кошкин-Захарьин скончался, оставив после себя двух сыновей. Дети: Пётр Яковлевич Злоба Захарьин-Яковлев (ум. 1533), окольничий, воевода и боярин; Василий Яковлевич Захарьин-Яковлев (ум. 1526), окольничий и воевода.